# Døde Bræ
De Døde Bræ is een gletsjer in de gemeente Sermersooq in het oosten van Groenland. Het is de noordelijke van twee gletsjers die uitkomen in het Vestfjord. De andere (zuidelijke) gletsjer is de Vestfjordgletsjer. Op ongeveer vier kilometer ten noordoosten ligt de gletsjer Rolige Bræ. De Døde Bræ stroomt aan het westelijk uiteinden het Vestfjord in vanuit het noordwesten.
De Døde Bræ heeft een lengte van ongeveer 20 kilometer en een breedte van ongeveer twee kilometer.